# André-Louis Cholesky
André-Louis Cholesky (* 15. Oktober 1875 in Montguyon; † 31. August 1918 nahe Bagneux in Nordfrankreich) war ein französischer Mathematiker.

## Leben
Cholesky besuchte das Lyzeum in Bordeaux mit dem Baccalauréat 1893. Ab 1894 studierte er an der École polytechnique, wo unter anderem Camille Jordan sein Lehrer war. In der Abschlussprüfung 1897 wurde er 38. von 222. Er trat in die Armee ein, absolvierte die Artillerie- und Ingenieursschule von 1897 bis 1899 und wurde  Vermessungsoffizier (Commandant d’Artillerie). Cholesky kartographierte außer in Frankreich (1905/06 im Zentralmassiv) in Kreta und Nordafrika (1902/03 Tunesien, danach bis 1904 Algerien). Im Ersten Weltkrieg war er unter anderem in Rumänien stationiert. Er starb wenige Wochen vor Ende des Ersten Weltkriegs durch eine Artilleriegranate bei Kämpfen in Nordfrankreich. Postum wurde seine Methode zur Lösung von linearen Gleichungssystemen mit symmetrischen, positiv definiten Koeffizientenmatrizen veröffentlicht, wie sie beispielsweise bei der Anwendung der Methode der kleinsten Quadrate entstehen. Die dort benutzte Matrixzerlegung wurde ihm zu Ehren Cholesky-Zerlegung benannt. Das Resultat findet sich in einer postumen Veröffentlichung von 1924 durch einen Commandant Ernest Benoît. In seinem Nachlass gibt es eine Darstellung des Algorithmus aus dem Jahr 1910, er hatte ihn aber schon einige Jahre vorher entwickelt für seine Arbeit als Vermesser.
1909 bis 1914 war er auch Lehrer an der École Spéciale des Travaux Publics, du Bâtiment et de l’Industrie (ESTP), einer Korrespondenzschule.
Sein Nachlass ist an der École Polytechnique.

## Veröffentlichungen
- Cahiers du service géographique de l’armée. N° 35. Rapports sur les opérations du nivellement de précision d’Algérie et du Tunisie pendant les campagnes 1910–1911, 1911-1912, 1912–1913, Paris : 1913
- Levés d’études à la planchette, Paris : Ecole spéciale des travaux publics, 1919
- Cours de topographie, Paris: École spéciale des travaux publics, 1920–22